# 초장
초장(醋醬)은 한국의 조미료이다. 고추장과 식초를 섞어 만들며 회를 먹을 때 찍어먹는다.

## 같이 보기
- 고추장